# Sybra nigromarmorata
Sybra nigromarmorata là một loài bọ cánh cứng trong họ Cerambycidae.